# Rock N Roll
För musikgenren, se rock'n'roll.
Rock N Roll är Ryan Adams fjärde soloalbum, utgivet i november 2003. Det innehåller gästframträdanden av bland andra Melissa Auf der Maur och Billie Joe Armstrong.
Albumet nådde 33:e plats på Billboard 200.

## Låtlista
1. "This Is It" (Ryan Adams/Johnny T. Yerington) - 3:19
2. "Shallow" (Ryan Adams) - 4:05
3. "1974" (Ryan Adams) - 3:07
4. "Wish You Were Here" (Ryan Adams/Brad Rice) - 3:00
5. "So Alive" (Ryan Adams/Johnny T. Yerington) - 3:58
6. "Luminol" (Ryan Adams/Tony Shanahan/Johnny T. Yerington) - 3:25
7. "Burning Photographs" (Ryan Adams/Johnny T. Yerington) - 4:12
8. "She's Lost Total Control" (Ryan Adams) - 3:05
9. "Note to Self: Don't Die" (Ryan Adams/Parker Posey) - 2:14
10. "Rock N Roll" (Ryan Adams) - 2:00
11. "Anybody Wanna Take Me Home" (Ryan Adams) - 4:46
12. "Do Miss America" (Ryan Adams) - 2:30
13. "Boys" (Ryan Adams/Johnny T. Yerington) - 3:32
14. "The Drugs Not Working" (Ryan Adams) - 5:31